# Тектоническая брекчия
Тектоническая бре́кчия — брекчия, образовавшаяся при хрупком разрушении горных пород в зонах разломов. Как и другие брекчии, состоит из остроугольных, неокатанных обломков пород и соединяющего их цемента.
Цементирующая масса может быть либо рыхлой и слабо связанной, состоящей из тонкораздробленного материала (глинка трения), либо плотной, представленной жильным минералом гидротермального происхождения (кварц, кальцит, реже — барит и др.). Размер обломков варьирует от миллиметров до десятков метров. Границы между обломками отчетливые, текстура породы брекчиевая.

Тектоническая брекчия. Обломки представлены зелёным сланцем, цемент — кальцитом гидротермального генезиса. Кунгей Ата-Тоо

Тектонические брекчии формируются в приповерхностных условиях, где осуществляются хрупкие деформации горных пород. На бо́льшей глубине тектонические брекчии замещаются катаклазитами, милонитами и бластомилонитами. Мощность зон дробления сложенных тектоническими брекчиями может составлять несколько сотен метров. Иногда тектонические брекчии внешне похожи на тиллиты, или олистостромы, но от этих образований они отличаются по характеру цементирующей массы и по геологическому положению. С тектоническими брекчиями нередко связано оруденение, так как зоны разломов являются зонами повышенной проницаемости для гидротермальных растворов, переносящих рудные компоненты.